# Gary Alcorn
Gary R. Alcorn (Calwa, California, 8 de octubre de 1936 - Fresno, California,  29 de noviembre de 2006) fue un baloncestista estadounidense que disputó dos temporadas en la NBA. Con 2,03 metros de estatura, jugaba en la posición de pívot.

## Trayectoria deportiva

### Universidad
Jugó durante tres temporadas con los Bulldogs de la Universidad Estatal de California, Fresno, en las que promedió 18,0 puntos y 13,9 rebotes por partido. Su mejor anotación la consiguió ante la Universidad de Loyola, con 41 puntos.

### Profesional
Fue elegido en la decimoctava posición del Draft de la NBA de 1959 por Detroit Pistons, donde jugó una temporada como suplente de Walter Dukes, en la que promedió 4,0 puntos y 4,8 rebotes por partido.
Antes del comienzo de la temporada 1960-61 fue traspasado a Los Angeles Lakers, donde promedió 1,6 puntos y 2,5 rebotes por partido. Debido a una lesión crónica en la rodilla, solo disputó 20 partidos, viéndose forzado a retirarse.

## Estadísticas de su carrera en la NBA

### Temporada regular
| Temporada | Edad | Equipo             | Liga | P  | TIT | MIN  | TC  | TCA | %TC  | 3P | 3PA | %3P | TL  | TLA | %TL  | R.OF. | R.DEF. | REB | ASIS | ROB | TAP | PER | FP  | PTS |
| 1959-60   | 23   | Detroit Pistons    | NBA  | 58 |     | 11.6 | 1.6 | 5.4 | .292 |    |     |     | 0.8 | 1.4 | .571 |       |        | 4.8 | 0.4  |     |     |     | 2.1 | 4.0 |
| 1960-61   | 24   | Los Angeles Lakers | NBA  | 20 |     | 8.7  | 0.6 | 2.0 | .300 |    |     |     | 0.4 | 0.4 | .875 |       |        | 2.5 | 0.1  |     |     |     | 2.4 | 1.6 |
| Total     |      |                    | NBA  | 78 |     | 10.8 | 1.3 | 4.5 | .293 |    |     |     | 0.7 | 1.2 | .598 |       |        | 4.2 | 0.3  |     |     |     | 2.2 | 3.3 |